# Chobata discalis
Chobata discalis là một loài bướm đêm trong họ Noctuidae.